# گورستان گرگ ۱
قبرستان گرگ ۱ در شهرستان چرداول، بخش مرکزی، روستای شباب واقع شده و این اثر در تاریخ ۷ مرداد ۱۳۸۲ با شمارهٔ ثبت ۹۲۷۳ به‌عنوان یکی از آثار ملی ایران به ثبت رسیده است.